# Luca Cambiaso
Luca Cambiaso, o Cangiasi (Moneglia, 18 ottobre 1527 – San Lorenzo de El Escorial, 6 settembre 1585) è stato un pittore italiano.

## Biografia

### Gli esordi

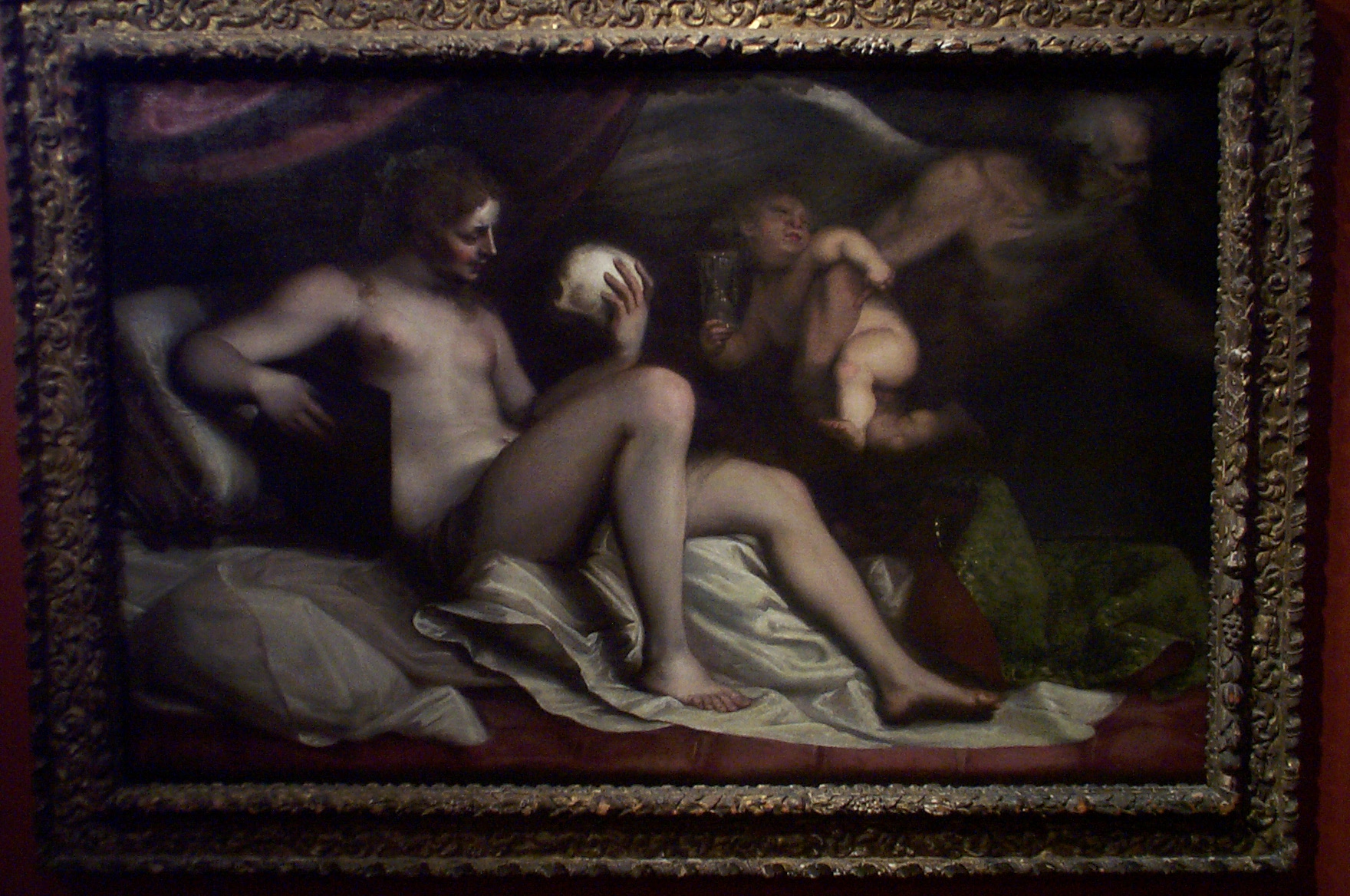
Luca Cambiaso, Vanità o Amor profano, circa 1570

Luca Cambiaso nasce a Moneglia il 18 ottobre 1527. Il padre è il pittore Giovanni Cambiaso (1495-1579), nato a San Quirico in Val Polcevera, luogo che aveva dovuto abbandonare per sfuggire alle truppe ivi accampate del connestabile di Borbone. Giovanni Cambiaso si era allora spostato a Moneglia, dove nacque Luca.
Giovanni diede a Luca i primi insegnamenti pittorici e gli fece copiare i disegni dei maestri del Rinascimento italiano, modellare figure di creta e soprattutto studiare gli affreschi di Perin del Vaga, Domenico Beccafumi e Il Pordenone, da poco eseguiti nel palazzo di Andrea Doria a Fassolo.
Dell'arte di Giovanni nulla si sa sino alla prima opera eseguita nel 1545 in collaborazione col figlio. Si tratta del Polittico di Breccanecca (Cogorno), commissionato il 6 febbraio 1545 a Giovanni Cambiaso dai Massari della chiesa. Il relativo atto notarile, rintracciato da Federico Alizeri, è tuttora conservato in Sant'Antonino Martire di Cogorno. L'opera consiste in un trittico a cinque scomparti:
- l'Ascensione di Cristo al centro;
- nei pannelli laterali sono San Cristoforo e  Sant'Antonio martire;
- sopra, nei pannelli più piccoli, Angelo Annunciante e Vergine Annunziata.

Il polittico mostra la mano predominante di Giovanni, il suo adeguarsi agli influssi esterni giunti a Genova con gli artisti portati dal Doria: Perin del Vaga, Beccafumi, il Pordenone, aggiungendovi osservazioni dalle incisioni nordiche. Rotondi nota il ricordo di Dürer nel volto accigliato di San Cristoforo e nel Bambino contorto e gonfio da lui trasportato. Giovanni Cambiaso conosceva Dürer dalle riproduzioni in stampa e nutriva aspirazioni di aggiornamento. Rimase tuttavia un modesto pittore incapace di uscire dal ‘400 ligure e dai modelli del primo ‘500, non in grado di comprendere in profondità la pittura di Fassolo. Volendo adeguarsi alle novità, dal San Michele di Celle di Perin del Vaga afferrava le esteriorità degli atteggiamenti e non la libertà di movimento e la luminosità; migliori esiti li raggiungeva nei due piccoli scomparti dell'Annunciazione. Mostrava una recezione Beccafumiana nel saper muovere il colore in rapporto alla luce, accentuando il cromatismo delle parti in ombra con la tessitura delle pennellate, riuscendo nonostante il provincialismo a fornire una sua versione della pennellata beccafumiana, questo nelle due figure dell'Annunciazione, nel ramo di giglio dell'Angelo e nel legno della Vergine. Rotondi, che ricostruisce la prima attività di Luca, ipotizza che i due scomparti quadrati più piccoli fossero del figlio Luca Cambiaso, alla cui formazione i modi beccafumiani sono determinanti.
Pressoché coevo è il Polittico coi santi Cornelio papa e Cipriano vescovo, un olio su tavola, conservato a San Cipriano di Serra Riccò, nella parrocchiale dei Santi Cornelio e Cipriano. La tavola principale recava ai piedi di san Cornelio, nell'ora dimezzato e illeggibile cartiglio dell'iscrizione, la data oggi illeggibile del dipinto; la tavola risale a quando i Cambiaso da Moneglia sono tornati a San Quirico. I due scomparti della predella riportano San Cornelio trascinato davanti all'imperatore Gallus (ora di forma ovale, cm 28x63), e la Decollazione di san Cornelio (ora a forma di tondo, cm 31 di diametro). Sono opere originali, mentre l'ultimo tondo è frutto di una sostituzione. La tavoletta scomparsa, con San Cipriano vescovo trascinato in giudizio davanti al console Valerio Massimo, fu portata nell'Istituto Piccolo Cottolengo di Genova. Segnalò per la prima volta l'opera Federico Alizeri, che attribuì la tavola a Giovanni Cambiaso e la predella a Luca Cambiaso. Pasquale Rotondi mutò tali ipotesi per le discrepanze nella parte centrale tra i due santi protagonisti, pesanti nel modellato, goffi, impacciati, di sconnessa impostazione generale, e la freschezza e il vivace preziosismo con cui si modellano l'ampio paesaggio di fondo, le mani inguantate dei due santi, i bordi dei piviali, il libro di san Cipriano, la testa di san Cornelio e in alto il gruppo della Madonna col Bambino, san Sebastiano e gli angeli tra le nuvole. In questi particolari Rotondi individua la parte di Luca; sono invece unanimemente riconosciute di Luca le parti della predella. Rotondi nella parte di Luca individua, nel fantastico luminarismo del paesaggio e nell'idea di porre la divinità in gloria sopra i due santi titolari, un ricordo del Martirio di santo Stefano di Giulio Romano, la cui esperienza Luca arricchisce di un suo pittoricismo palpitante e vivo. Luca mostra un'ingenua irruenza e una certa rude violenza nei carnefici dei due ovali della predella, derivazioni ultime degli atteggiamenti popolareschi di Giovanni Cambiaso e di un suo carattere giovanile essendo nel 1545-46 non è ancora ventenne.
Nel 1543 Luca Cambiaso, secondo il Soprani, avrebbe affrescato “imprese romane”, su un prospetto di via Lomellini, oggi riconosciuto in Palazzo Alessandro Saluzzo
Nel febbraio 1547 Luca e Giovanni Cambiaso sono a Taggia, in società col nizzardo Francesco Brea che risiede in quel centro del Ponente. Affrescano la chiesa di Santa Maria del Canneto presso Taggia, per la quale dipingono due tavole: la Resurrezione e la Vergine col figlio tra i santi Crispino e Crispiniano. La Resurrezione è in gran parte di Luca, “collaboratore” per il contratto di allogazione; Giovanni affresca l'Assunzione della Vergine nella volta del presbiterio e le Storie di Profeti nelle sottostanti lunette.

### Il Michelangiolismo iniziale

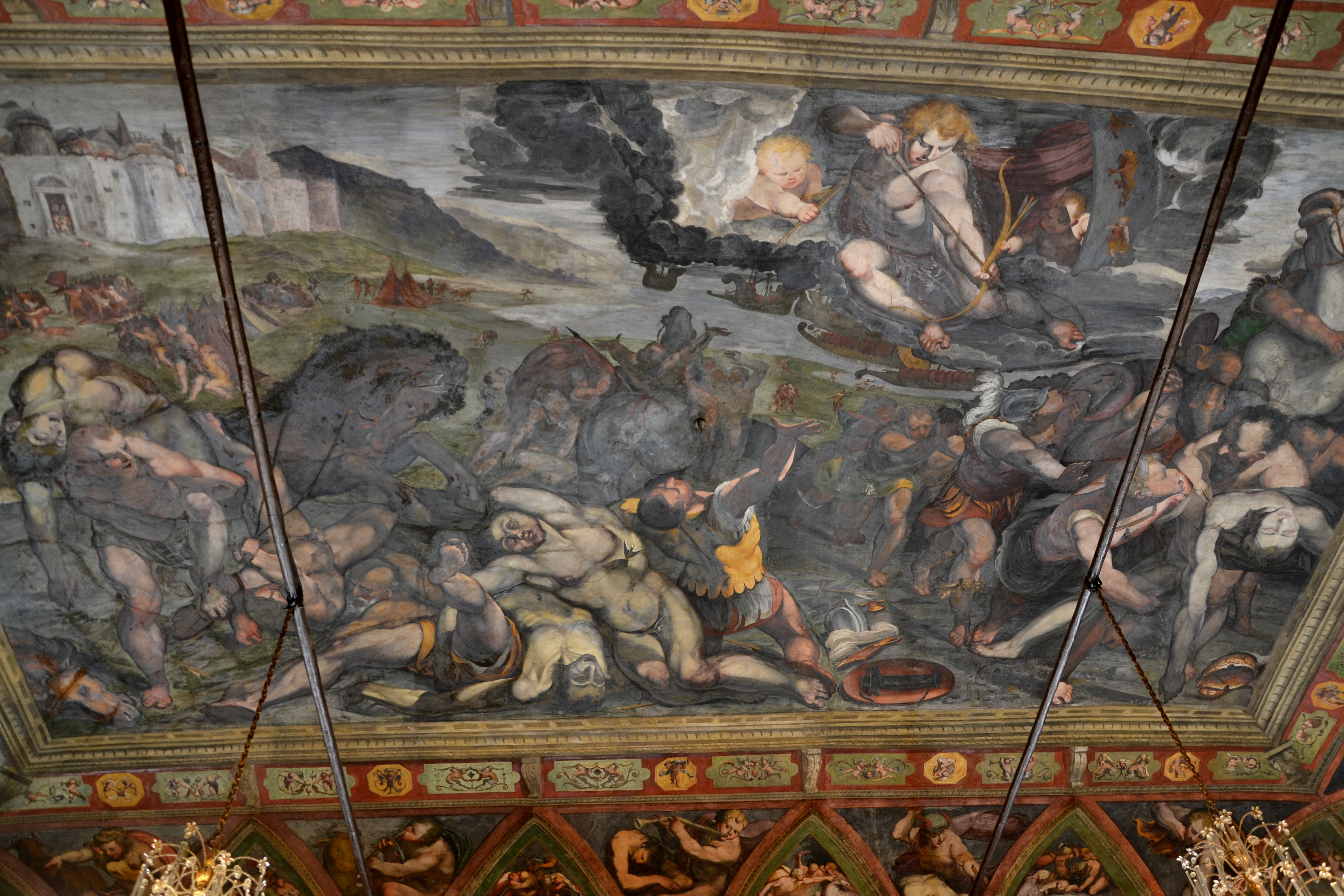
Apollo saetta i Greci assedianti Troia (1548), Palazzo Doria-Spinola, Genova.

Nel 1548-49 i due Cambiaso, padre e figlio assieme, eseguono l'Adorazione dei Magi ora alla Galleria Sabauda di Torino. Si tratta di un preciso richiamo all'Adorazione dei Pastori del Tibaldi della Galleria Borghese di Roma, il che può far pensare a un contatto tra i pittori; in entrambi i casi si vive una comune fase michelangiolista; tuttavia sull'incontro materiale non coincidono le rispettive presenze in Roma. Potrebbe trattarsi allora di un michelangiolismo raggiunto in parallelo, indipendentemente l'uno dall'altro, in assenza di ulteriori precisazioni sugli spostamenti dell'uno e dell'altro a Roma.
Luca Cambiaso arriva a Roma poco dopo la morte di Perin del Vaga, suo primo punto di riferimento. L'altro artista con cui lavorerà in seguito, Giovan Battista Castello detto il Bergamasco, è appena partito. Da Roma Luca Cambiaso va in Emilia dove può direttamente vedere l'arte del Parmigianino e del Correggio.
Nel 1547-48 i due Cambiaso affrescano il palazzo di Antonio Doria all'Acquasola (oggi Prefettura, palazzo Doria). Prevale qui la mano di Giovanni nelle Storie di Ercole e in quelle della Guerra di Troia. Il michelangiolismo iniziale rende l'atmosfera pesante e sospesa. Nello stesso palazzo, nella volta del salone principale Luca dipinge nel 1548-49 Apollo saetta i Greci assedianti Troia in collaborazione col padre. Definisce le forme con stesure di colore coprente, accuratamente distinte tra loro e per realizzare le ombre che danno il senso della profondità sovrappone una sottile coloritura scura, ad esempio nel guerriero di schiena e con le braccia aperte al cielo che sta al centro. Il colore procede con violenti stacchi cromatici; le ombre essendo rese non da modulazioni dello stesso colore bensì dalla sovrapposizione di una sottile patina di grigio-fumo, si trasformano in componente fredda troppo contrastante col caldo cromatismo delle campiture di base.
Nel 1548, al massimo nel 1549, Luca Cambiaso riprende lo stesso stile nell'Adorazione dei Magi ora alla Galleria Sabauda. Risolve i contrasti chiaroscurali con un identico tratteggio, procedimento di derivazione grafica, cui Luca gradualmente riuscirà a sostituire l'uso della velatura. La velatura, cui ricorrerà nelle opere della maturità, eviterà di cadere nei salti bruschi e nelle soluzioni di continuità della cromia e meglio equilibrerà il rapporto forma colore.
L'arte di Luca Cambiaso prevale su quella del padre Giovanni al momento di un altro soggiorno (ipotizzato) nel Ponente del secondo. Risalirebbero al 1552 gli affreschi del pronao della chiesa di San Giovanni del Groppo a Molini di Prelà e un altro ciclo di affreschi oggi perduto. Nel primo dei due gruppi l'influsso di Luca è nella Decollazione del Battista dell'architrave del portale, vicina alle lunette della Guerra di Troia del palazzo di Antonio Doria.
Del 1548 sono la Madonna con il Figlio e San Giovannino e la Vergine con il Figlio e la Maddalena di palazzo Bianco a Genova.
Nella chiesa di Santa Maria Maddalena presso Lucinasco sono altri affreschi di Giovanni Cambiaso con Evangelisti e Profeti, trasformati da successive ridipinture, nell'arco dell'accesso al presbiterio della chiesa. Sono vicini agli affreschi di San Giovanni Battista del Groppo. Giovanni Cambiaso muore a Genova nel 1579, dopo un probabile periodo di cessata attività.

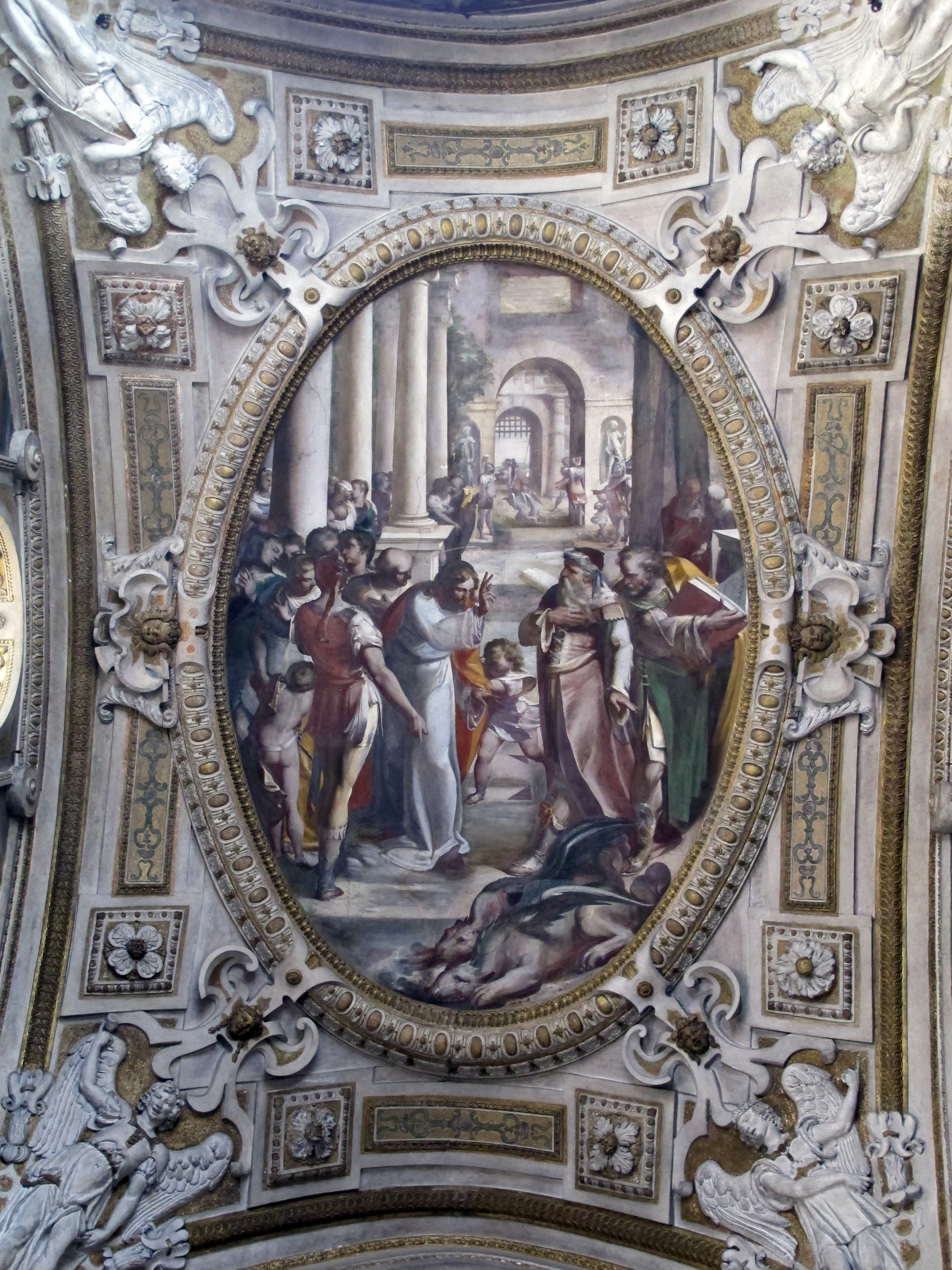
Miracolo dei draghi d'Etiopia, Genova, san Matteo

### La collaborazione Cambiaso-Bergamasco
Luca Cambiaso esegue, in collaborazione con Giovan Battista Castello, detto il Bergamasco, il ciclo di affreschi della villa delle Peschiere di Tobia Pallavicino. Il palazzo era stato costruito alla metà degli anni ‘50, terminato entro il 1556; la sua progettazione è attribuita a Galeazzo Alessi, oppure al Bergamasco.
L'organizzazione generale degli affreschi è impostata dal Bergamasco, che dipinge Cupido e Apollo che si scagliano le frecce; il Convito degli dei (allegoria richiesta in rapporto ad alcune vicende di Tobia Pallavicino); i quadri contrapposti del carro del Sole-Apollo e del carro di Diana-Luna. Nelle pareti il Bergamasco dipinge ad affresco arditi scorci architettonico illusionistici. Luca Cambiaso nello stesso palazzo dipinge Diana in lotta col satiro, con un ulteriore ardito e brillante scorcio che sa movimentare con le due figure la nicchia impostata dal Bergamasco.
Nel 1558 -1559 i due artisti in collaborazione, Luca Cambiaso e Giovanni Battista Castello il Bergamasco, affrescano la chiesa dei Doria, San Matteo. Tra i due artisti vige un rapporto lavorativo complementare e unitario, e i due medaglioni, rispettivamente del Cambiaso e del Castello, non si distinguono come stile l'uno dall'altro.
È l'ultima fase dai modi ancora volumetrici del Cambiaso. L'Alessi verso il 1550 gli aveva suggerito di abbandonare la maniera del suo precedente e pesante Michelangiolismo pesante, e l'artista ne seguì il consiglio. Provò ad usare per la prima volta colori più leggeri e brillanti nel santuario delle Grazie di Chiavari, nel 1550, con il Giudizio Finale della controfacciata. Dal 1551 Luca Cambiaso risulta affrancato dalla bottega del padre, benché ormai lo fosse solo nominalmente, e lavora autonomamente. 

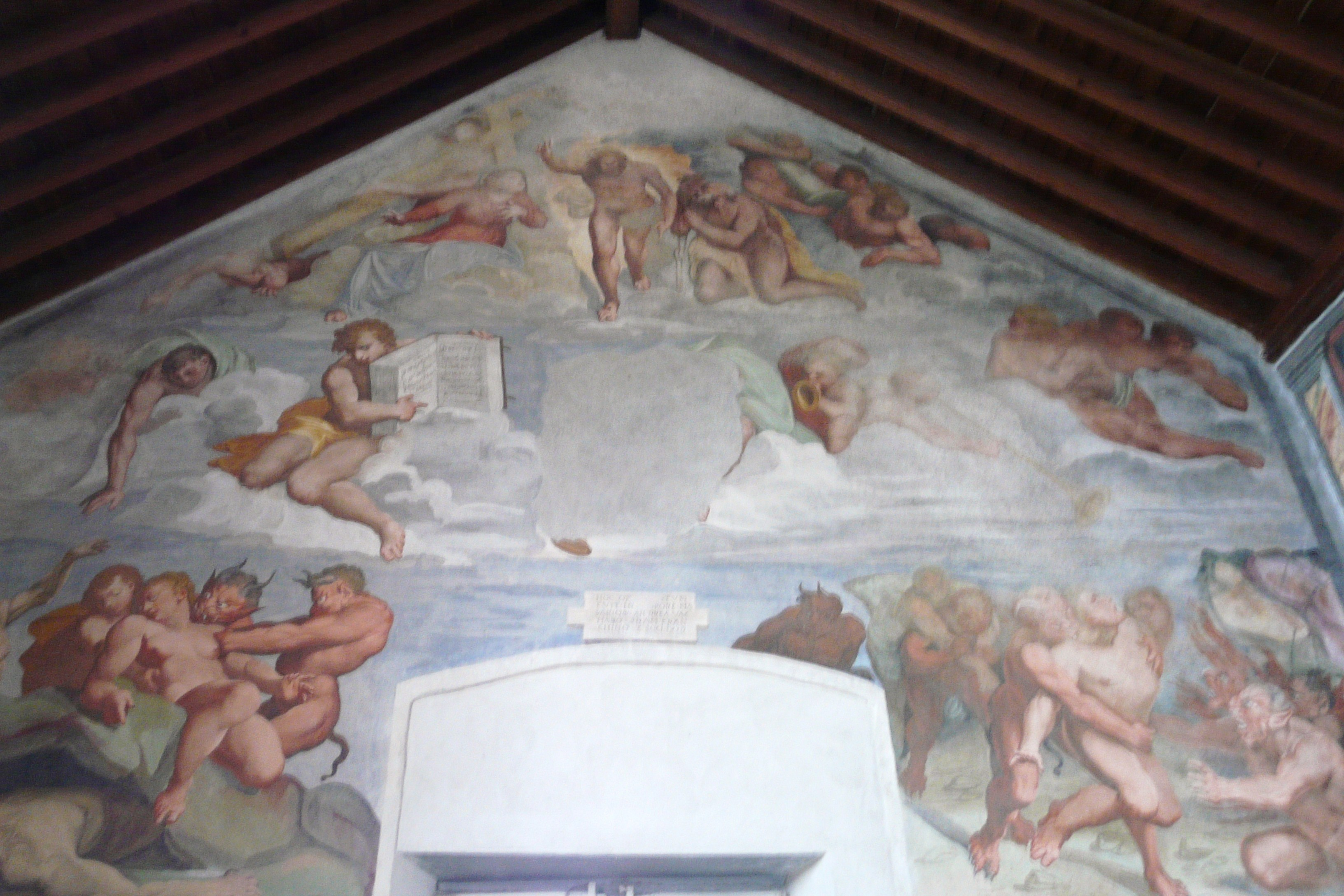
Giudizio Finale, Chiavari, santuario delle Grazie

### Gli affreschi del santuario delle Grazie presso Chiavari
Alle Grazie Luca Cambiaso affresca la controfacciata, unica zona non dipinta da Teramo Piaggio, nel 1550, data scritta sul dipinto con alcune cifre oggi però sbiadite e scomparse. Dipinge il Giudizio Finale, tema nel quale riecheggia il Giudizio Universale della Cappella Sistina di Michelangelo, pur ridotto all'esiguo spazio della chiesetta, e adattando il modello al culto dalla Vergine Mediatrice. Nell'iconografia vi è riflessa la politica della Chiesa, che intendeva in antagonismo alla Riforma Protestante ribadire il culto Mariano. Pertanto nel suo Giudizio Luca Cambiaso mette in evidenza la Vergine che compie presso il Figlio, offeso dalla Protesta, l'estremo tentativo di intercessione a favore dell'Umanità. La Vergine e il san Pietro svolgono questa missione in alto sono a sinistra e a destra del Cristo irato; in primo piano sono i dannati alla pena eterna, assaliti da demoni ghignanti; tra loro è la figura di un religioso, presumibilmente Martin Lutero. Il tema svolto da Cambiaso pertanto riprende in un nuovo contesto il tema mariano delle storie di Cristo e della Vergine affrescate da Teramo Piaggio.
Altri richiami rimandano alla pittura del Beccafumi, e lo schema della Battaglia di Anghiari di Leonardo.
Il Michelangiolismo è evidente alle Grazie tanto nell'esperienza coloristica che nella composizione; in questo genere l'artista ha fatto progressi rispetto alle opere precedenti in quanto si è liberato dal pesante chiaroscuro ed ha acquisito maggiore scioltezza. I grandi personaggi della parte inferiore sono condotti ancora con disegno enfatico, mentre maggiore libertà appare nelle figure superiori, soprattutto nel Cristo scevro dall'enfasi del gigantismo. A figure campite con stesure più sorde e piatte, come la giovane donna contesa dai demoni, si contrappongono parti di notevole trasparenza di colore.

### La grande decorazione ad affresco degli anni maturi
Il Giudizio conclude la prima fase di Luca Cambiaso, quella in cui la luce e il disegno tendono all'enfasi del Buonarroti. I risultati del progressivo allontanamento dall'enfasi giovanile sono nel perduto affresco la Decollazione del Battista, commissionato da Adamo Centurione nel 1552 per la chiesa di Santa Maria degli Angeli, nel quartiere di San Teodoro, scomparsa all'inizio dell'Ottocento, e nella villa Pallavicini delle Peschiere, pitture realizzata assieme al Bergamasco. La collaborazione due amici si manifesta ancora in molteplici decorazioni di palazzi e ville del patriziato genovese. Nello scalone della Villa Giustiniani-Cambiaso di Albaro: Apollo (il Giorno) visto di fronte, del Bergamasco; Diana (la Notte) vista di schiena, del Cambiaso. Il Bergamasco lascerà la città di Genova nel 1566 per andare a lavorare in Spagna e Luca terminerà da solo i lavori iniziati assieme, come gli affreschi per la cappella Lercari nel Duomo di San Lorenzo. Qui il Bergamasco aveva dipinto l'affresco della volta, mentre spettano al Cambiaso due affreschi sulle pareti laterali, lo Sposalizio e la Purificazione della Vergine e le altre pitture terminate nel 1569.
A questi anni maturi risale la decorazione degli interni dei grandi saloni dei palazzi di Strada Nuova e delle ville patrizie suburbane, in particolare: la Costruzione del palazzo donato a Megollo Lercari dall'imperatore di Trebisonda e dodici ritratti degli antenati dei Lercari, nel palazzo di Franco Lercari costruito dal 1567 in poi, Il ratto delle Sabine nella villa Imperiale a Genova, Il ritorno di Ulisse nel palazzo di Battista Grimaldi, ora detto della Meridiana.
La sua fama come pittore fece sì che Filippo II nel 1583 lo chiamasse per decorare la volta della chiesa del monastero dell’Escorial. Qui morì due anni dopo senza riuscire a completare la sua opera; tra gli affreschi realizzati, vi sono l'Incoronazione della Vergine (sulla volta della Capilla Mayor), la Gloria (sulla volta del coro) e il Cristo resuscitato (nel pianerottolo della scala).

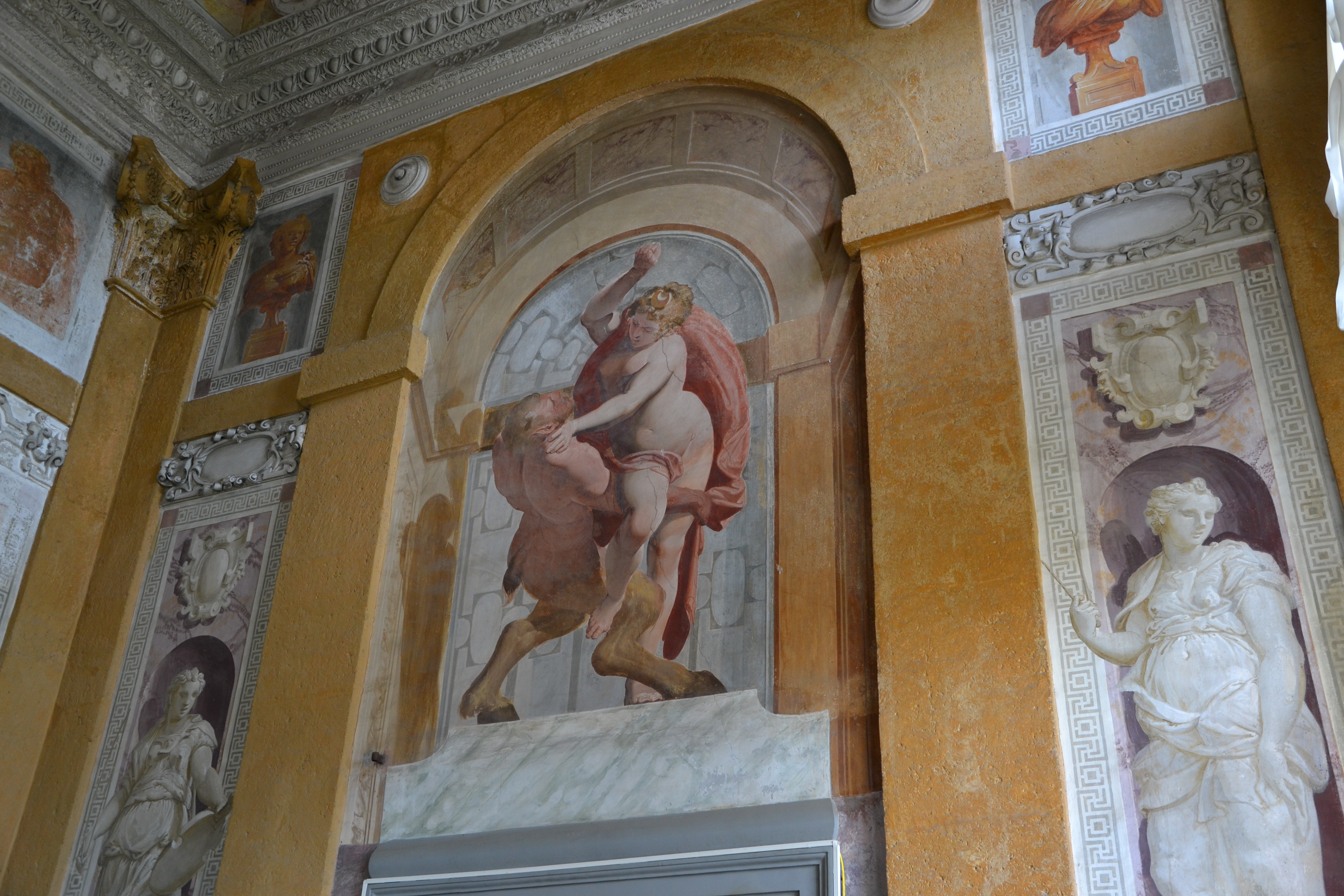
Villa di Tobia Pallavicino detta delle Peschiere
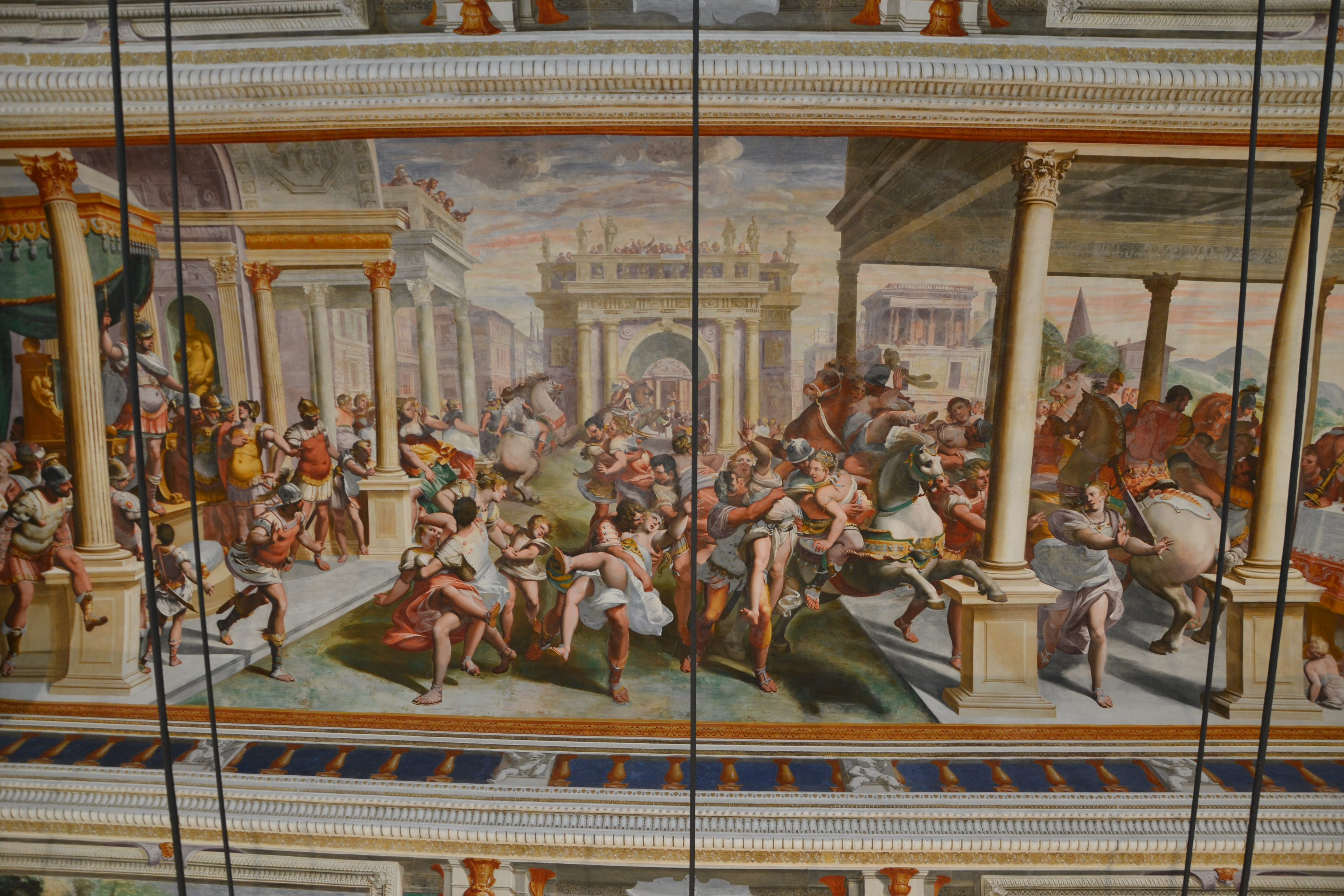
Villa Imperiale
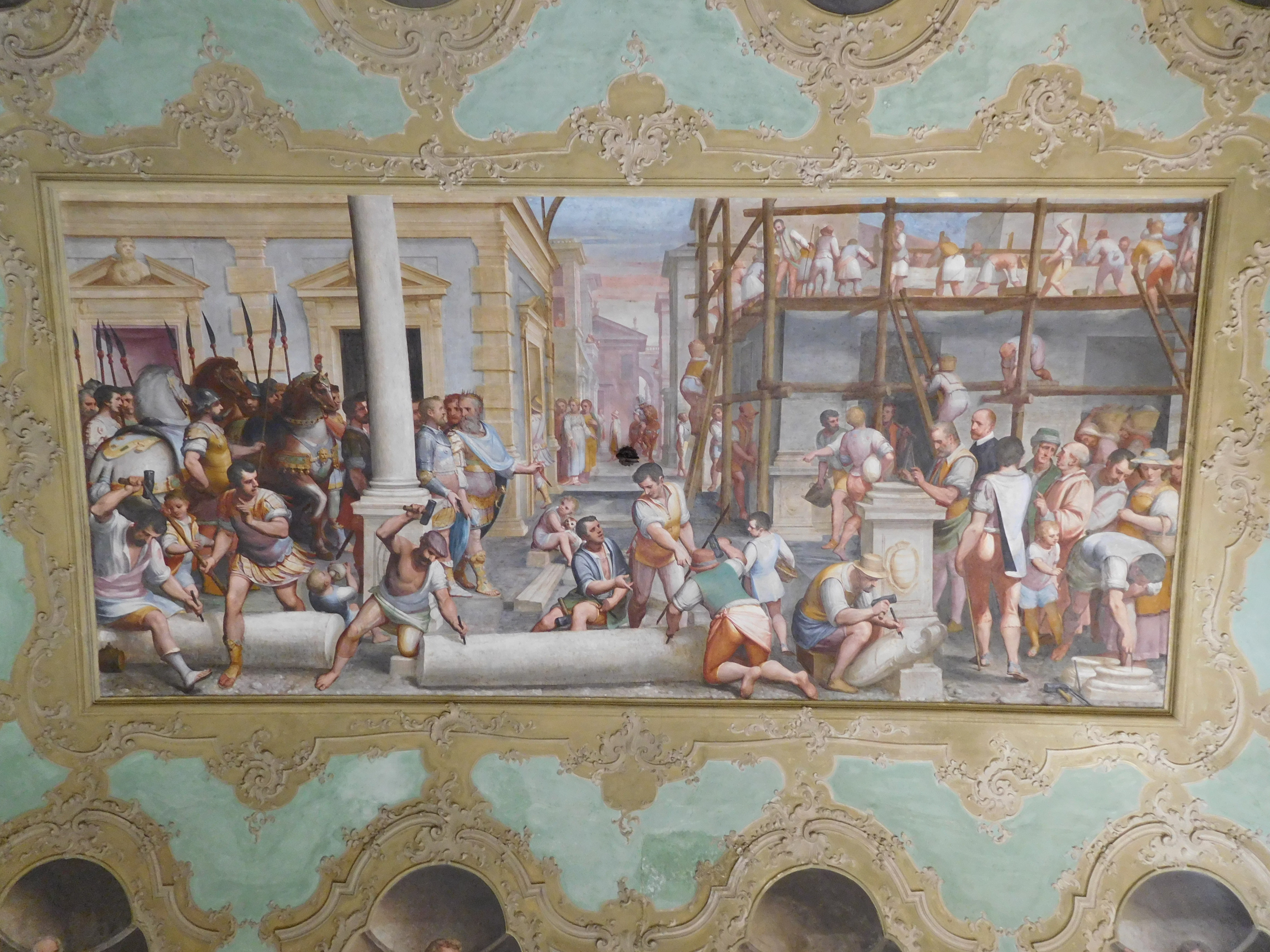
Palazzo Lercari
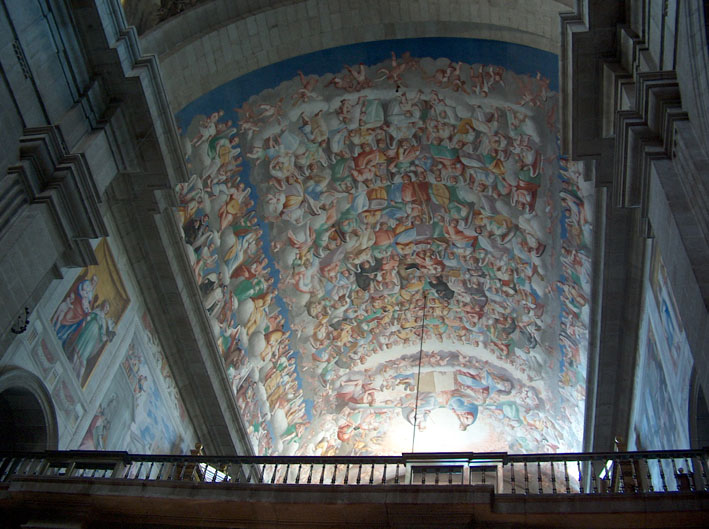
Basilica di San Lorenzo (El Escorial)

## Stile

### Luca Cambiaso e il disegno di Michelangelo
Nel Giudizio Universale delle Grazie domina l'attenzione manieristica per l'anatomia e gli <scorti>, presi da Michelangelo. Lomazzo nel 1590 racconta che Luca Cambiaso mostrando ad altri pittori a Roma i propri disegni sottolineava la grandissima forza e virtù della proporzione delle sue figure in fatto di linearismo, e in proposito il pittore si vantava di aver trovato il sistema infallibile per armonizzare tali linee, basandosi su numeri e quantità. Cambiaso aveva studiato le proporzioni del corpo umano misurandole con metodo pratico, seguendo l'esempio del Buonarroti, e credeva di poter superare, con le sue scoperte in materia di proporzione, il maestro.
Luca Cambiaso aveva individuato partendo dagli artifici per raffigurare la figura arditamente scorciata un metodo preciso per impostare le proporzioni, che scopriva essere definite come volumi geometrizzanti; raggiunto questo assunto poteva abbandonare la ricerca del dato naturale per impostare le sue figure in base all'astrazione così fondata.

### La ricerca di Cambiaso e la raffigurazione del corpo nello spazio
Queste scoperte e raggiungimenti sono comuni ad altri pittori nell'ambito della cultura manieristica. In questa fase domina una base disegnativa che assume come elemento fondamentale il cubo: in questa forma geometrica spaziale si inscrive la figura umana. Il cubo è considerato in quanto raffigurazione armonica, non è più come il risultato di un processo di selezione geometrica volta alla ricerca delle proporzioni perfette. Il cubo è forma pura e archetipo essenziale in base al quale costruire la figura umana, e con esso la sua rappresentazione piana, il quadrato.
Sono le idee riportate due decenni dopo in un'opera dello spagnolo Juan de Arphe, che le sistema in una formulazione teorica; testo tripartito, il primo tomo tratta la geometria in euclidea, il secondo la sostituzione del metodo di proporzioni classico del Durer con un nuovo metodo di proporzioni, la terza l'anatomia. Nel secondo tomo riferisce che Berruguete e Beçerra tornati da Roma avevano portato in Spagna un modo di intendere le proporzioni più esatto di quello in auge ai tempi di Dürer e di Pomponio Gaurico. 
Questo metodo adattava il corpo umano alla misura dei quadrati e dei cubi entro cui è inscrivibile e nel disegno si partiva quindi dal cubo e dal quadrato per inserirvelo. Michelangelo però dove partiva dal cubo, come nel profeta Giona affrescato nella volta della Sistina, esaminato da Arphe nel suo testo, lo faceva nell'intento di estrarre la figura dal cubo del blocco in marmo - il “togliere” materia per isolare l'idea in essa racchiusa. Il manierismo porta questo fatto alle estreme conseguenze nelle enormi teste cubiche dai nasi sporgenti e dalle membra titaniche dei michelangiolisti: Daniele da Volterra, Pellegrino Tibaldi, Luca Cambiaso, lo spagnolo Gaspar Beçerra.

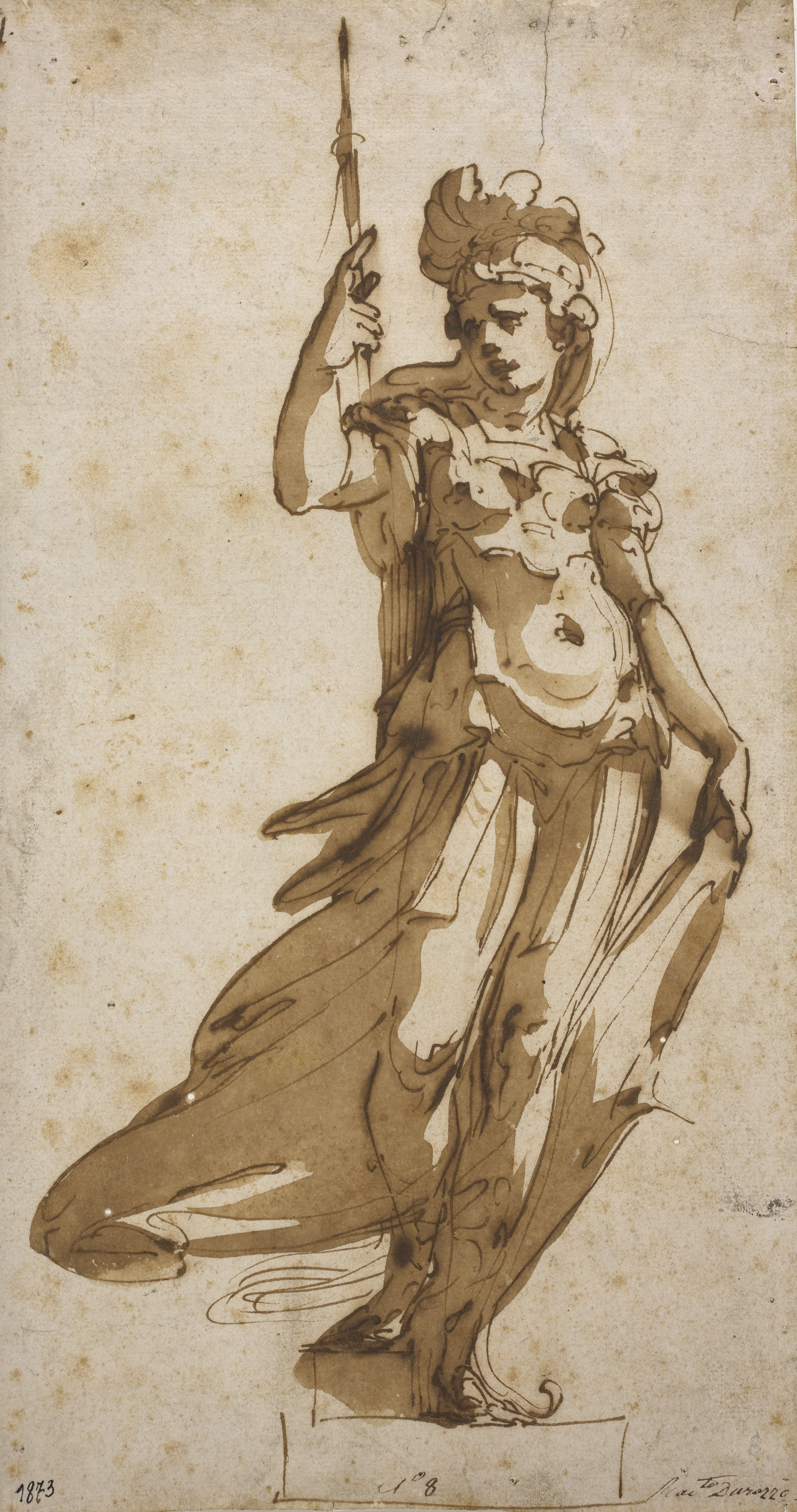
Disegno appartenente alla maturità dell'artista

Nella sua fase matura Luca Cambiaso parte da questa tecnica, ed emancipa la sua arte dai condizionamenti di un michelangiolismo di enfatiche forme e prospettive. Nella fase matura pertanto si apre ad una più approfondita comprensione di Michelangelo, dalla quale nasce la sua forma umana basata su una volumetria ammorbidita da un nuovo tipo di colore. Tale processo evolutivo è in fase iniziale alle Grazie.
La sua arte si sviluppa secondo questa premessa teorica; liberatosi dall'onere maggiore del michelangiolismo - il tema della torsione come lotta titanica dell'anima che cerca di liberarsi dalla materia - l'artista si muove nel campo di una a lui più congeniale resa della figura nello spazio con l'esplicitazione di una geometria che è essenza formale e viene accompagnata da un colore che si scioglie in un'atmosfericità ambrata. Da qui i prossimi paralleli tra Cambiaso e il seicentesco francese Georges de La Tour.

## Opere
- Autoritratto del pittore che dipinge il padre Giovanni, 1570 circa, olio su tela, 104x97 cm, Palazzo Bianco, Genova[3]
- I santi Luca, Basilio, Agostino e Antonio abate con Antonio Doria, olio su tavola, 213x133, Palazzo Bianco, Genova[3]
- Madonna col Bambino e i Santi Pietro, Giovanni Battista, Francesco e Paolo, olio su tela, 262x202, Chiesa di S. Pietro, Capriata d'Orba[4]
- Venere e Adone, 1565 circa, olio su tela, 174x107, Palazzo Bianco, Genova[3]
- San Gerolamo, olio su tela, 71,5x63, Palazzo Bianco, Genova[3]
- Cristo alla colonna, olio su tela, 171x130, Palazzo Bianco, Genova[3]
- Padre eterno, olio su tavola, 40x33,5, Palazzo Bianco, Genova[3]
- Madonna della candela, 1570-1575 circa, olio su tela, 104x109, Palazzo Bianco, Genova[3]
- Adorazione dei magi, 1548-1550, 225x160, olio su tavola trasportato su tela, Galleria Sabauda, Torino
- Diana e Callisto, 1568-1570, Olio su tela, 185x160, Galleria Sabauda, Torino.
- Madonna col Bambino, sant’Elisabetta e san Giovannino, Olio su tela, 110x94, Pavia, Musei Civici[5]
- Miracolo del dragone d'Etiopia, affresco, Chiesa di San Matteo (Genova)
- Martirio di San Bartolomeo, Chiesa Abbaziale di Santa Maria Assunta, La Spezia
- San Gerolamo penitente,olio su tela, Convento dei Frati Cappuccini (Monterosso al mare)
- Pietà, olio su tela, Convento dei Frati Cappuccini (Monterosso al mare)
- San Giovanni battezza Gesù, Monastero Santa Chiara di San Martino d'Albaro (Genova)